# اسلوبودان تریفونویچ
اسلوبودان تریفونویچ (صربی: Слободан Трифуновић؛ زادهٔ ۳ فوریه ۱۹۵۶) ورزشکار واترپلو اهل یوگسلاوی بود.
وی در مسابقات کشوری و بین‌المللی در مجموع برندهٔ ۱ مدال نقره شده‌است.